# Madina Ly-Tall
Madina Ly-Tall, née en 1940 à Bandiagara, est une historienne, une femme politique et une diplomate malienne.
Ses recherches historiques ont porté essentiellement sur les empires et royaumes en Afrique de l'Ouest, avant la colonisation, et pendant la phase de colonisation. Militante syndicale et politique malienne, mariée à un mathématicien et opposant politique, elle joue un rôle déterminant au sein du pouvoir malien à partir de la transition démocratique rendu possible par la chute de Moussa Traoré. Elle devient notamment directrice de campagne d’Alpha Oumar Konaré, qui est élu président de la république du Mali en 1992, puis ambassadrice du Mali en France.

## Biographie

### Origines et formation
Elle est née le 25 avril 1940 à Bandiagara, ville à l’époque du Soudan français. Elle descendrait par chacun de ses parents de deux familles ayant joué un rôle majeur dans l’Afrique de l’Ouest les siècles précédents. Son père, Hassimi Tall, instituteur et membre du Parti progressiste soudanais, serait un descendant du fondateur de l’Empire toucouleur, Oumar Tall. Sa mère, Obbo Barri, commerçante, serait issue du lignage du fondateur de l’Empire peul du Macina, Sékou Amadou,.
Après des études à Koutiala de 1947 à 1952, elle intègre à Bamako le Collège moderne des jeunes filles jusqu’en 1956, puis poursuit jusqu’en 1959 au lycée Terrasson de Fougères, toujours à Bamako ,. Elle y commence à militer dans des organisations politiques lycéennes, très actives sur la sensibilisation à la culture africaine, et elle côtoie Ibrahima Ly, son futur époux. Elle s’engage également, en terminale, au sein du Parti africain de l'indépendance,. Elle bénéficie ensuite d’une bourse pour continuer des études supérieures en France, initialement en anglais, et finalement en histoire. Ce départ pour la France décide sa famille à accepter son mariage avec Ibrahima Ly, en octobre 1959. Le couple s’installe à Toulouse, puis, à partir de 1964, à Paris : elle étudie alors à La Sorbonne. Outre les études, le couple milite au sein de la Fédération des étudiants d'Afrique noire en France (FEANF). Ils sont hébergés par le CROUS dans une cité de Rungis, ont rapidement deux enfants, et vivent avec des moyens réduits,. Son mari devient président de la FEANF en décembre 1963,.

### Participation à la construction du nouvel État malien
De retour au Mali en 1965, dans la période post-indépendance, avec sa petite famille, Madina Ly-Tall est nommée professeur au lycée Askia Mohamed. Son mari Ibrahima Ly est affecté à l’École normale supérieure, en qualité de professeur de mathématiques. En 1966, elle passe du lycée Askia Mohamed de Bamako à un poste au lycée des Jeunes Filles dont elle devient directrice avant de prendre la tête, en 1967, de l’École normale secondaire de filles. Dans la même période, le premier président du nouvel État, Modibo Keïta, se tourne de plus en plus vers le bloc soviétique, une orientation qui ne convainc pas le couple Ly, et suscite des réticences dans le pays.

### Dans l'opposition durant la dictature de Moussa Traoré
Le coup d’État de novembre 1968 porte au pouvoir Moussa Traoré qui impose un régime militaire et dictatorial. Ibrahima Ly perd son poste pour avoir pris position contre ce régime et il doit se réfugier en Union soviétique. Madina Ly-Tall gagne Paris en 1969, avec leurs trois enfants. Installée à Villiers-le-Bel, avec un emploi à la mairie de Saint-Denis, elle reprend une thèse de 3e cycle, intitulée : Contribution à l'histoire de l'Empire du Mali, XIIIe et XIVe siècles, limites, principales provinces, institutions politiques, dans la ligne du pionnier en ce domaine historique, Djibril Tamsir Niane. Elle la soutient en 1972 sous la direction de Raymond Mauny,.
La même année elle revient au Mali avec ses enfants, où elle reprend un poste d'enseignante. Son mari la rejoint quelques mois plus tard. Ils militent l'un et l'autre contre la dictature militaire. Ils participent notamment au mouvement contre le référendum constitutionnel du 2 juin 1974 organisé par Moussa Traoré, qu'ils qualifient de « farce électorale ». Son mari est arrêté et incarcéré au bagne de Taoudeni. Le jour où la police vint procéder à cette arrestation à leur domicile, elle est dans un avion pour suivre des soins à Paris. En France, elle organise des comités de soutien avec Amnesty et le PCF pour réclamer la libération des détenus politique. Elle revient au Mali un mois plus tard. Son mari est transféré du bagne de Taoudeni à la prison de Bamako puis de Niono. Elle lui rend visite et le soutient tant que faire se peut.
Sa thèse est publiée en 1977. Son mari est libéré en 1978, et toute la famille s’exile à Dakar. Elle intègre l’Institut fondamental d'Afrique noire (IFAN), prolongeant ses études sur les empires et royautés en Afrique de l'Ouest avant la colonistaion, et commence une thèse d’État sur Oumar Tall sous la direction de Jean Devisse. Elle présente cette thèse, à Dakar, en 1988,. Son mari, affaibli par sa période de détention dans les années 1970, meurt le 1er février 1989.

### Rôle politique dans la Troisième République
Le 26 mars 1991, Moussa Traoré est arrêté par le lieutenant-colonel Amadou Toumani Touré, alors qu'une rébellion touareg a éclaté depuis juin 1990. Madina Ly-Tall publie cette même année 1991 son ouvrage le plus connu, intitulé "Un islam militant en Afrique de l'Ouest au XIXe siècle. Mais elle est sollicitée également pour jouer un rôle politique dans la transition vers la démocratie qui s'amorce. Une conférence nationale malienne s'ouvre dont elle assure la vice-présidence. Puis une élection présidentielle est préparée. Elle devient notamment directrice de campagne d’un des candidats à cette élection présidentielle, Alpha Oumar Konaré, qui remporte l'élection le 26 avril 1992. Elle devient alors ambassadrice du Mali en France. Quelques années plus tard, elle représente le Mali au sein de l'Organisation internationale de la francophonie, puis prend sa retraite.